# Juan Urrutia Zulueta
Juan de Urrutia y Zulueta (Amurrio, 1866 - Guecho, 1925) fue un ingeniero de minas, diputado y senador español. Está considerado uno de los pioneros de la implantación de la energía hidroeléctrica en España, ya que fue el fundador de Hidroeléctrica Ibérica e Hidroeléctrica Española, así como de numerosos saltos de agua vinculados a estas compañías.

## Biografía
Procedía de una familia de origen humilde: su padre, Rufino de Urrutia, era herrero en Orduña, y sus ancestros habían sido artesanos y labradores. Tras cursar enseñanzas medias en Bilbao y Vitoria, se matriculó en la Escuela de Ingenieros de Minas de Madrid, culminando su formación en 1896.
Nada más finalizar sus estudios, comenzó su actividad profesional proyectando los saltos de agua y gestionando la Compañía Eléctrica de San Sebastián. A principios de 1901 los empresarios Eduardo Aznar y Tutor (marqués de Bérriz e hijo de Eduardo de Aznar y de la Sota) y José Orueta y Nenín (diputado y director de Sociedad Española de Construcciones Metálicas) que disponían de la explotación de los saltos de Quintana, Besantes y Camajón en la zona del Alto Ebro contactaron con Urrutia para la constitución de una sociedad que gestionase su producción eléctrica. Nació así Hidroeléctrica Ibérica, que se convirtió en la primera gran empresa de suministro eléctrico en España.
En 1907, junto con el banquero Lucas de Urquijo Urrutia, fundó la sociedad Hidroeléctrica Española, con un capital inicial de 12 millones de pesetas, y participada al 44% por Hidroeléctrica Ibérica, que nombró 6 de sus 18 consejeros, por lo que fue considerada su filial. A cambio, la nueva empresa recibía de la Ibérica sus concesiones en el río Tajo y el embalse del Molinar con su central hidroeléctrica del Molinar en Villa de Ves (Albacete). Un año después, unificó varias compañías distribuidoras para crear Unión Eléctrica Vizcaína, logrando dominar así la mayor parte del mercado vizcaíno.
Llevó a cabo una inteligente reestructuración del negocio eléctrico, orientada a la sustitución de las fuentes de energía clásicas que se quedaban obsoletas. Además aplicó en sus sociedades una acertada visión empresarial que le permitió lograr amplios márgenes de beneficios.
Fue criado en una familia de convicciones liberales, por lo que concurrió a varias convocatorias electorales por el Partido Liberal. Fue diputado por la provincia de Huesca en 1918 y 1919, y senador entre 1921 y 1923.